# Manga bisignata
Manga bisignata är en fjärilsart som beskrevs av François Louis Nompar de Caumont de Laporte 1973. Manga bisignata ingår i släktet Manga och familjen nattflyn. Inga underarter finns listade i Catalogue of Life.